# Wereldkampioenschappen kunstschaatsen 1954
De Wereldkampioenschappen kunstschaatsen 1954 werden gevormd door vier toernooien die door de Internationale Schaatsunie werden georganiseerd.
Voor de mannen was het de 45e editie, voor de vrouwen de 35e, voor de paren de 33e en voor de ijsdansers de derde editie. De kampioenschappen vonden plaats van 16 tot en met 19 februari in Oslo, Noorwegen. Het was de vijfde keer dat een WK toernooi in Oslo en Noorwegen plaatsvond. In 1923 vond het toernooi voor de paren hier plaats, in 1924, 1927 en 1934 het vrouwentoernooi.
Noorwegen vulde twee startplaatsen in. Zowel Ingeborg Nilsson (eerder in 1947 deelgenomen) en het debuterende paar Bjorg Skjaelaaen / Johannes Thorsen eindigden als laatste in hun toernooi.

## Deelname
Er namen deelnemers uit tien landen deel aan deze kampioenschappen. Zij vulden 48 startplaatsen in.
(Tussen haakjes het totaal aantal startplaatsen in de vier toernooien.)
| Verenigde Staten (13) Canada (8) Verenigd Koninkrijk (8) West-Duitsland (5) Oostenrijk (5) | Zweden (3) Frankrijk (2) Noorwegen (2) Italië (1) Zwitserland (1) |

## Medailleverdeling
Bij de mannen prolongeerde Hayes Alan Jenkins de wereldtitel. Voor Jenkins was het zijn vierde medaille, in 1950 en 1952 won hij beide keren brons. James Grogan werd voor het vierde opeenvolgende jaar tweede, het was ook zijn vierde medaille. Alain Giletti eindigde op de derde plaats en behaalde daarmee de eerste medaille voor Frankrijk bij de mannen.
Bij de vrouwen werd Gundi Busch de dertiende wereldkampioene en de eerste Duitse. Het was haar tweede medaille, in 1953 werd ze tweede. De wereldkampioene van 1953, Tenley Albright, eindigde dit jaar op de tweede plaats, het was ook haar tweede medaille. Erica Batchelor behaalde met de derde plaats haar eerste medaille.
Bij de paren veroverden Dafoe / Bowden als zestiende paar de wereldtitel. Ze waren het eerste paar uit Canada dat de wereldtitel bij de paren veroverden. Het was hun tweede opeenvolgende medaille, in 1953 werden ze tweede. Broer en zus Silvia en Michel Grandjean wonnen met de zilveren medaille de eerste WK medaille bij de paren voor Zwitserland. Voor het Oostenrijkse paar Schwartz / Oppelt op de derde plaats was het ook hun eerste WK medaille.
Bij het ijsdansen stonden voor het derde opeenvolgende jaar twee Britse en een Amerikaans paar in dezelfde volgorde op het erepodium. Het Britse paar Jean Westwood / Lawrence Demmy werden voor de derde opeenvolgende keer wereldkampioen. Voor hun landgenoten op plaats twee, Nesta Davies / Paul Thomas, en voor de Amerikanen op plaats drie, het echtpaar Carmel en Edward Bodel, was het hun eerste medaille.
| Discipline | Goud                           | Zilver                              | Brons                       |
| ---------- | ------------------------------ | ----------------------------------- | --------------------------- |
| Mannen     | Hayes Alan Jenkins             | James Grogan                        | Alain Giletti               |
| Vrouwen    | Gundi Busch                    | Tenley Albright                     | Erica Batchelor             |
| Paren      | Frances Dafoe / Norris Bowden  | Silvia Grandjean / Michel Grandjean | Sissy Schwarz / Kurt Oppelt |
| IJsdansen  | Jean Westwood / Lawrence Demmy | Nesta Davies / Paul Thomas          | Carmel Bodel / Edward Bodel |

## Uitslagen
| #      | naam (deelname)        | land                                  | pc |
| ------ | ---------------------- | ------------------------------------- | -- |
| Goud   | Hayes Alan Jenkins (6) | Vlag van Verenigde Staten (1912-1959) | 5  |
| Zilver | James Grogan (6)       | Vlag van Verenigde Staten (1912-1959) | 12 |
| Brons  | Alain Giletti (3)      | Vlag van Frankrijk                    | 18 |
| 4      | David Jenkins          | Vlag van Verenigde Staten (1912-1959) | 20 |
| 5      | Ronald Robertson (2)   | Vlag van Verenigde Staten (1912-1959) | 23 |
| 6      | Michael Booker (2)     | Vlag van Verenigd Koninkrijk          | 35 |
| 7      | Charles Snelling       | Vlag van Canada 1921-1957             | 33 |
| 8      | Peter Dunfield (2)     | Vlag van Canada 1921-1957             | 44 |
| 9      | Norbert Felsinger      | Vlag van Oostenrijk                   | 43 |
| 10     | Douglas Court          | Vlag van Canada 1921-1957             | 45 |
| 11     | Alain Calmat           | Vlag van Frankrijk                    | 52 |

| #      | naam (deelname)          | land                                  | pc  |
| ------ | ------------------------ | ------------------------------------- | --- |
| Goud   | Gundi Busch (4)          | Vlag van Bondsrepubliek Duitsland     | 9   |
| Zilver | Tenley Albright (4)      | Vlag van Verenigde Staten (1912-1959) | 12  |
| Brons  | Erica Batchelor (3)      | Vlag van Verenigd Koninkrijk          | 26  |
| 4      | Barbara Gratton          | Vlag van Canada 1921-1957             | 28  |
| 5      | Frances Dorsey (2)       | Vlag van Verenigde Staten (1912-1959) | 45  |
| 6      | Yvonne Sugden (3)        | Vlag van Verenigd Koninkrijk          | 52  |
| 7      | Hanna Eigel              | Vlag van Oostenrijk                   | 55  |
| 8      | Carole Jane Pachl        | Vlag van Canada 1921-1957             | 60  |
| 9      | Ann Johnston             | Vlag van Canada 1921-1957             | 62  |
| 10     | Sonja Currie             | Vlag van Canada 1921-1957             | 63  |
| 11     | Margaret Anne Graham (3) | Vlag van Verenigde Staten (1912-1959) | 58  |
| 12     | Ingrid Wendl             | Vlag van Oostenrijk                   | 89  |
| 13     | Rose Pettinger (2)       | Vlag van Bondsrepubliek Duitsland     | 88  |
| 14     | Erika Rucker             | Vlag van Bondsrepubliek Duitsland     | 100 |
| 15     | Margaret Dean (2)        | Vlag van Verenigde Staten (1912-1959) | 104 |
| 16     | Clema Cowley             | Vlag van Verenigd Koninkrijk          | 108 |
| 17     | Fiorella Negro           | Vlag van Italië                       | 113 |
| 18     | Ally Lundström           | Vlag van Zweden                       | 130 |
| 19     | Gun Mothander            | Vlag van Zweden                       | 132 |
| 20     | Ingeborg Nilsson (2)     | Vlag van Noorwegen                    | 136 |

| #      | naam (deelname)                           | land                                  | pc   |
| ------ | ----------------------------------------- | ------------------------------------- | ---- |
| Goud   | Frances Dafoe (3) Norris Bowden (3)       | Vlag van Canada 1921-1957             | 9.5  |
| Zilver | Silvia Grandjean (4) Michel Grandjean (4) | Vlag van Zwitserland                  | 17.5 |
| Brons  | Sissy Schwarz (3) Kurt Oppelt (3)         | Vlag van Oostenrijk                   | 21   |
| 4      | Carole Ann Ormaca Robert Geiner           | Vlag van Verenigde Staten (1912-1959) | 30.5 |
| 5      | Margaret Anne Graham (3) Hugh Graham      | Vlag van Verenigde Staten (1912-1959) | 41.5 |
| 6      | Lyly Zettel Klaus Loichinger (2)          | Vlag van Bondsrepubliek Duitsland     | 45   |
| 7      | Inge Minor (2) Hermann Braun (2)          | Vlag van Bondsrepubliek Duitsland     | 45   |
| 8      | Jean Higson (2) Robert Hudson (2)         | Vlag van Verenigd Koninkrijk          | 46   |
| 9      | Britta Lindmark Ulf Berendt               | Vlag van Zweden                       | 62   |
| 10     | Bjorg Skjaelaaen Johannes Thorsen         | Vlag van Noorwegen                    | 67   |

| #      | naam (deelname)                      | land                                  | pc |
| ------ | ------------------------------------ | ------------------------------------- | -- |
| Goud   | Jean Westwood (3) Lawrence Demmy (3) | Vlag van Verenigd Koninkrijk          | 5  |
| Zilver | Nesta Davies (2) Paul Thomas (2)     | Vlag van Verenigd Koninkrijk          | 14 |
| Brons  | Carmel Bodel (3) Edward Bodel (3)    | Vlag van Verenigde Staten (1912-1959) | 18 |
| 4      | Barbara Radford Raymond Lockwood     | Vlag van Verenigd Koninkrijk          | 20 |
| 5      | Virginia Hoyns (2) Donald Jacoby (2) | Vlag van Verenigde Staten (1912-1959) | 23 |
| 6      | Phyllis Forney Martin Forney         | Vlag van Verenigde Staten (1912-1959) | 25 |
| 7      | Edith Peikert Hans Kutschera (2)     | Vlag van Oostenrijk                   | 35 |

Medaillewinnaars

Mannen · 
Vrouwen ·
Paren · 
IJsdansen

 Toernooi

1896 · 
1897 · 
1898 · 
1899 · 
1900 · 
1901 · 
1902 · 
1903 · 
1904 · 
1905 · 
1906 · 
1907 · 
1908 · 
1909 · 
1910 · 
1911 · 
1912 · 
1913 · 
1914 · 
1915-1921 · 
1922 · 
1923 · 
1924 · 
1925 · 
1926 · 
1927 · 
1928 · 
1929 · 
1930 · 
1931 · 
1932 · 
1933 · 
1934 · 
1935 · 
1936 · 
1937 · 
1938 · 
1939 ·
1940-1946 · 
1947 · 
1948 · 
1949 · 
1950 · 
1951 · 
1952 · 
1953 · 
1954 · 
1955 · 
1956 · 
1957 · 
1958 · 
1959 · 
1960 · 
1961 · 
1962 · 
1963 · 
1964 · 
1965 · 
1966 · 
1967 · 
1968 · 
1969 · 
1970 · 
1971 · 
1972 · 
1973 · 
1974 · 
1975 · 
1976 · 
1977 · 
1978 · 
1979 · 
1980 · 
1981 · 
1982 · 
1983 · 
1984 · 
1985 · 
1986 · 
1987 · 
1988 · 
1989 · 
1990 · 
1991 · 
1992 · 
1993 · 
1994 · 
1995 ·
1996 · 
1997 · 
1998 · 
1999 · 
2000 · 
2001 · 
2002 · 
2003 · 
2004 · 
2005 · 
2006 ·
2007 ·
2008 ·
2009 ·
2010 ·
2011 ·
2012 ·
2013 ·
2014 ·
2015 ·
2016 ·
2017 ·
2018 ·
2019 · 
2020 · 
2021 ·
2022 ·
2023 ·
2024

 ISU-kampioenschappen

WK kunstschaatsen junioren ·
EK kunstschaatsen ·
Viercontinentenkampioenschap ·
Olympische Spelen